# Zhexiang
Zhexiang (kinesiska: 蔗香, 蔗香乡) är en socken i Kina. Den ligger i provinsen Guizhou, i den sydvästra delen av landet, omkring 190 kilometer söder om provinshuvudstaden Guiyang. Antalet invånare är 15025. Befolkningen består av 7 570 kvinnor och 7 455 män. Barn under 15 år utgör 33 %, vuxna 15-64 år 59 %, och äldre över 65 år 7,0 %.